# Lúcia Lobato

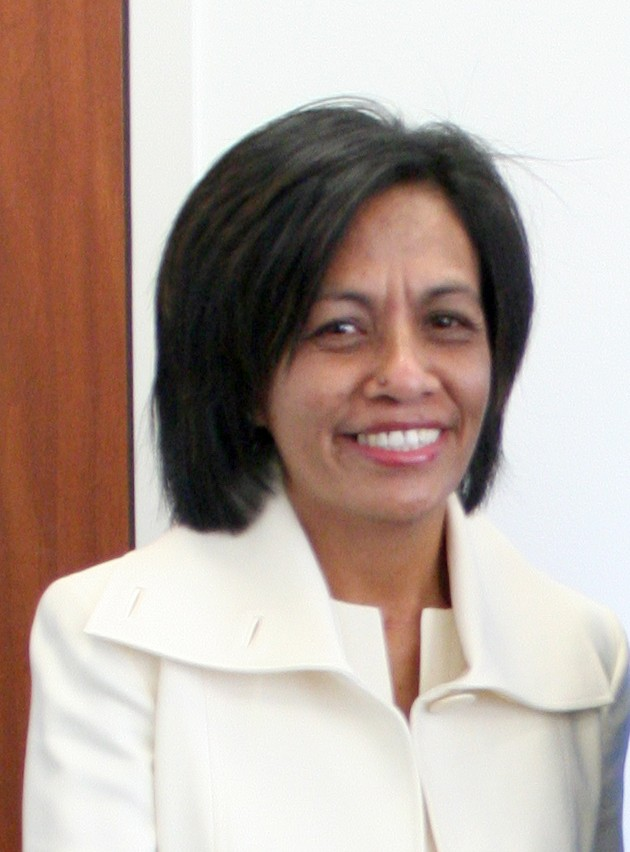
Lúcia Lobato 2010

Lúcia Lobato (n. Liquiçá) foi a única mulher entre os candidatos às Eleições Presidenciais em Timor-Leste em Abril de 2007.
É advogada e deputada pelo PSD (Partido Social Democrata, que tem seis lugares no Parlamento e é liderado por Mário Carrascalão). É prima direita do ex-ministro do Interior, Rogério Lobato. Obteve grande apoio popular durante a campanha, vinda sobretudo do eleitorado feminino.